# Samsung Galaxy S22
Les Samsung Galaxy S22, Samsung Galaxy S22+ et Samsung Galaxy S22 Ultra sont des smartphones de type phablette fonctionnant sous Android produits et vendus par Samsung Electronics en 2022, modèles de la 13e génération de la série haut de gamme des Galaxy S, présenté le 9 février 2022 à l’événement Galaxy Unpacked.

## Caractéristiques
Le design ressemble à celui du modèle précédent,, ce qui est également le cas pour la variante Ultra. Alors que le Galaxy S22 et S22+ sont pourvus d'un écran plat, celui du S22 Ultra est légèrement incurvé.
Les modèles embarquent un Système sur une puce différent selon le pays. Il s'agira du Qualcomm Snapdragon 8 Gen 1 en Amérique du Nord, en Amérique latine, en Chine, au Japon, en Corée du Sud, et en Asie du Sud-Est, et du Exynos 2100 en Europe, en Afrique, au Moyen-Orient, et en Asie du Sud-Ouest.
Le S22 Ultra est compatible avec le S Pen, avec lequel il est fourni, et a un logement dédié pour le ranger. Le S22 n'a cependant pas été retiré de la vente lors de l'annonce du S23.
Contrairement à la génération présente, la variante FE a été annulée du fait de la pénurie de composants, priorisant ainsi le Galaxy S22 Ultra. La variante FE est maintenue pour le S23.

## Galerie

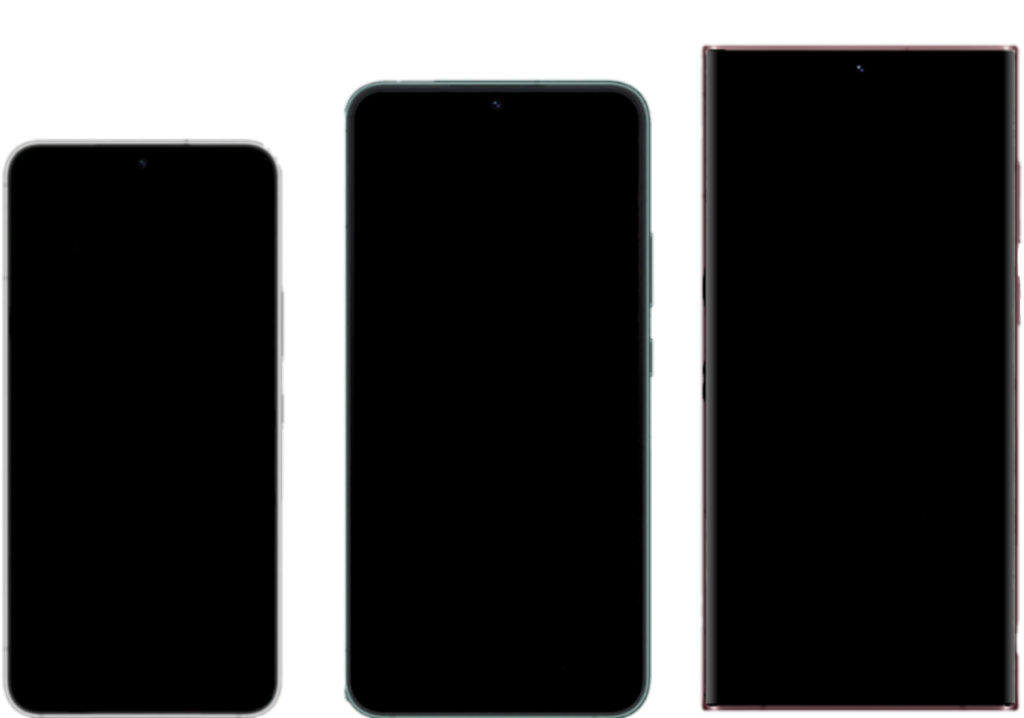
Vue avant des trois modèles
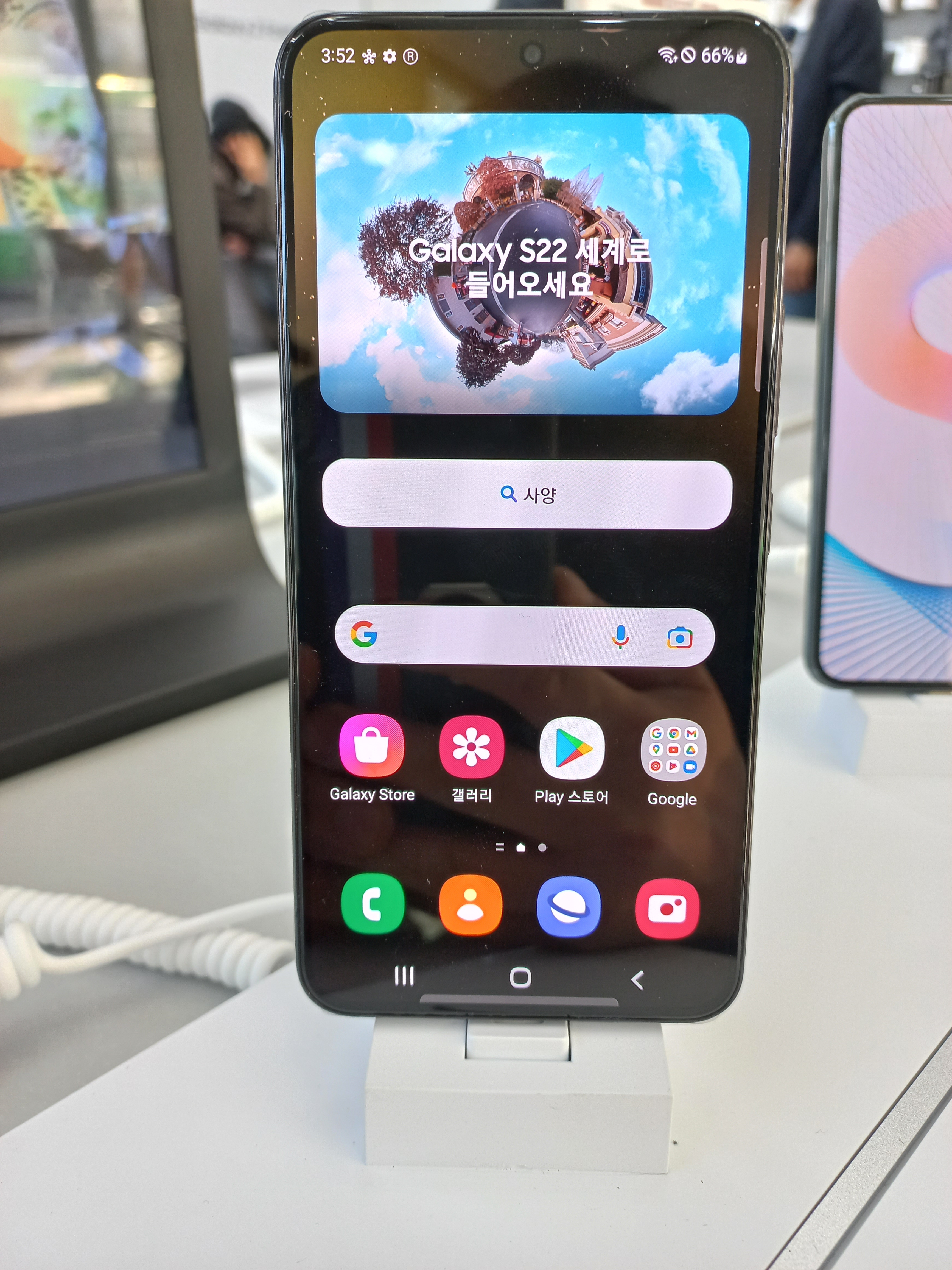
Galaxy S22
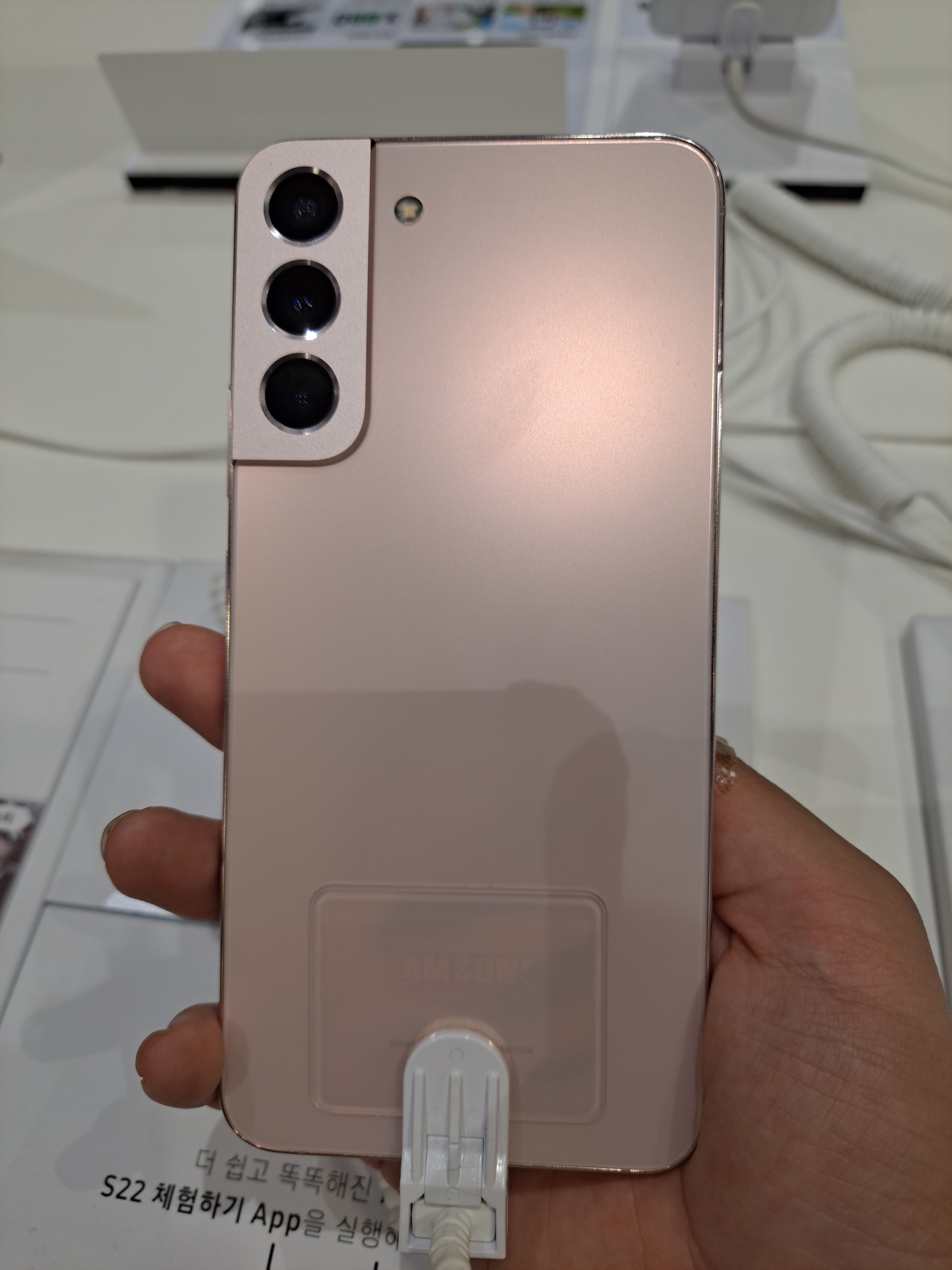
Galaxy S22 (vue arrière)